# St. Johannes der Evangelist (Posseck)

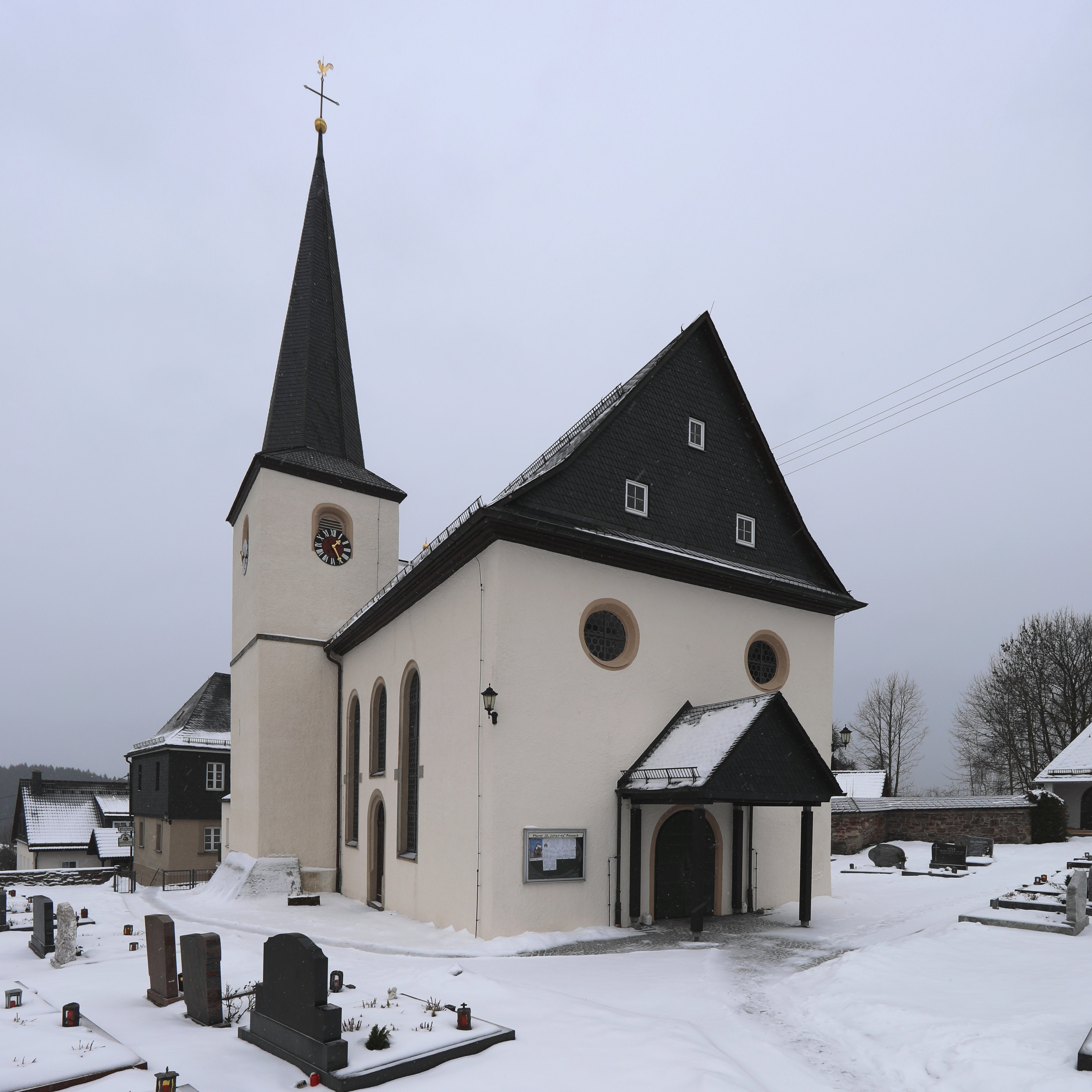
Pfarrkirche St. Johannes der Evangelist in Posseck

Die katholische Pfarrkirche St. Johannes der Evangelist steht in Posseck in Bayern, einem Gemeindeteil des Marktes Pressig im oberfränkischen Landkreis Kronach. Die Pfarrei, im Naturpark Frankenwald gelegen, gehört zum Dekanat und Seelsorgebereich Frankenwald des Erzbistums Bamberg.

## Geschichte
Ursprünglich wurde Posseck vom Pfarrer in Rothenkirchen betreut, das seit 1430 eigenständige Pfarrei ist. Im Jahr 1338 bekam Posseck einen eigenen Pfarrer. Im Kern stammt das wohl auf eine Wehrkirche zurückgehende Gotteshaus aus dem 14. Jahrhundert. Das Langhaus entstand im 17. Jahrhundert. Umbauten im 19. Jahrhundert führten zur heutigen Gestalt. Im Jahr 1860 ließ die Gemeinde die Stützmauer am Turm errichten.

## Baubeschreibung
Die katholische Landkirche Johannes der Evangelist steht das Ortsbild prägend am höchsten Punkt von Posseck. Sie hat den Grundriss einer Wehrkirche und eine Kirchhofummauerung in Bruchsteinmauerwerk. Das geostete Gotteshaus ist ein Saalbau mit einem verschieferten Satteldach und einem Chorflankenturm. Den quadratischen Chorraum überspannt ein Kreuzgratgewölbe. Er wird von einem Fenster auf der Südseite belichtet. Ein runder Chorbogen verbindet den Chor mit dem Langhaus. Das rechteckige Langhaus prägt eine eingeschossige Empore, die an drei Seiten angeordnet ist und auf vier Pfosten steht. Eine hölzerne Flachdecke bildet den oberen Abschluss. Die Nordseite hat drei längliche, regelmäßig angeordnete Fenster und einen Seiteneingang. In der Südseite des Langhauses sind, unregelmäßig angeordnet, zwei längliche und ein rundes Fenster vorhanden. Die Giebelwand mit dem Eingangsportal ist von zwei runden Öffnungen durchfenstert. Der zweigeschossige Kirchturm hat einen spitzen, schiefergedeckten Achteckhelm.

## Ausstattung

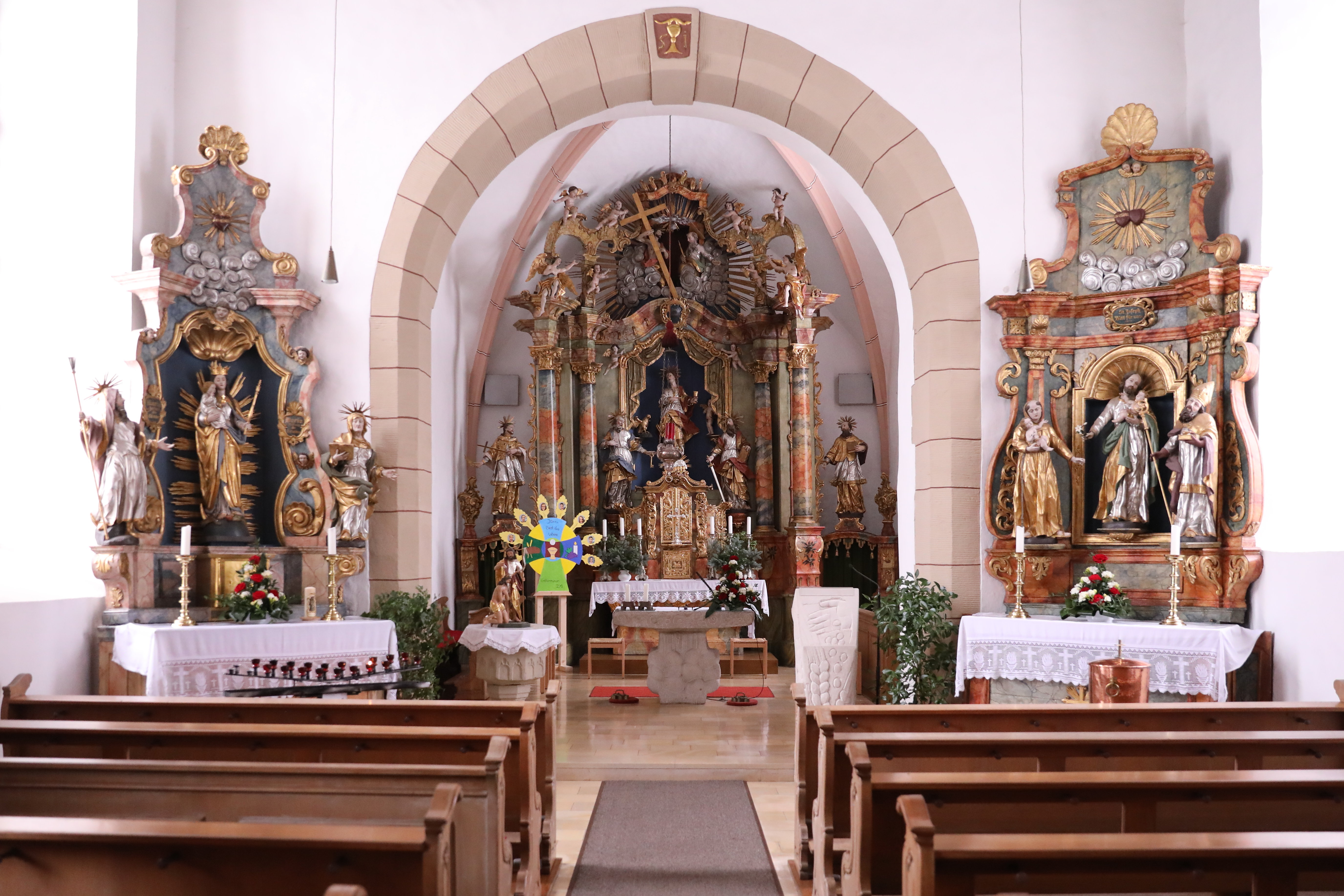
Innenraum

Die Ausstattung der Kirche stammt aus der Zeit zwischen 1648 und 1879. Der Hochaltar entstand um die Jahre 1760 bis 1770 in der Werkstatt des Kronacher Bildhauers Pankraz Fries. Der linke Seitenaltar ist der Muttergottes und der rechte dem heiligen Josef gewidmet.